# Джиммо, Райан
Райан Джиммо (англ. Ryan Jimmo; 27 ноября 1981, Сент-Джон — 26 июня 2016, Эдмонтон) — канадский боец смешанного стиля, представитель полутяжёлой весовой категории. Выступал на профессиональном уровне в период 2007—2016 годов, известен по участию в турнирах бойцовских организаций UFC и MFC, владел титулом чемпиона MFC в полутяжёлом весе, участник восьмого сезона реалити-шоу The Ultimate Fighter.

## Биография
Родился 27 ноября 1981 года в городе Сент-Джон провинции Нью-Брансуик, был у своих родителей младшим ребёнком среди пяти детей.
Увлёкся боевыми искусствами уже в раннем детстве, подростком практиковал карате, проходил подготовку под руководством собственного отца, который обладал пятым даном и дважды выступал на чемпионатах мира в Японии. Первые победы пришли к нему в десятилетнем возрасте, он выигрывал региональные и провинциальные первенства по карате, дошёл до соревнований национального уровня. Кроме того, являлся капитаном школьной футбольной команды и президентом школьного шахматного клуба. Позже на любительском уровне увлекался культуризмом, когда в 2004 году сломал ногу и вынужден был прервать тренировки по карате. Впоследствии получил чёрный пояс по тито-рю, был обладателем второго дана.

### Профессиональная карьера
В 2007 году решил попробовать себя в смешанных единоборствах и подписал контракт с канадской бойцовской организацией Maximum Fighting Championship. В дебютном поединке он встретился с бывшим профессиональным футболистом Адамом Брейдвудом и проиграл ему техническим нокаутом в первом раунде. Несмотря на это поражение, Райан Джиммо продолжил активно принимать участие в различных бойцовских турнирах и впоследствии сделал впечатляющую серию из семнадцати побед подряд, в том числе в 2011 году завоевал титул чемпиона MFC в полутяжёлой весовой категории, который затем дважды защитил в поединках с Заком Каммингсом и Сокуджу. Также одержал в MFC победы над такими известными бойцами как Марвин Истмен, Эмануэль Ньютон, Вилсон Говея.
Был участником восьмого сезона популярного бойцовского реалити-шоу The Ultimate Fighter, где, тем не менее, особого успеха не добился, уже в стартовом поединке решением большинства судей уступил американцу Энтуэйну Бритту. Он выбыл из шоу, хотя при этом удостоился лестного отзыва Дэйны Уайта, который назвал этот бой лучшим боем дня.
Имея в послужном списке шестнадцать побед и только одно поражение, в 2012 году Райан Джиммо привлёк к себе внимание крупнейшей бойцовской организации мира Ultimate Fighting Championship и подписал с ней долгосрочный контракт. Должен был дебютировать здесь в поединке с чехом Карлосом Вемолой, но отказался от этого боя из-за травмы и дебютировал чуть позже в поединке с Энтони Перошем, которого нокаутировал за семь секунд, получив бонус за лучший нокаут вечера (это второй самый быстрый нокаут за всю историю UFC наравне с нокаутами Тодда Даффи и Чон Чхан Сона). Однако в дальнейшем его карьера в UFC складывалась не очень удачно, победы стали чередоваться частыми поражениями. Так, он потерпел поражение от Джеймса Те Хуны, Овинса Сен-Прё и Франсимара Баррозу, занеся в актив только победы над Игором Покраяцем и Шоном О’Коннеллом.

### Убийство
Утром 26 июня 2016 года Джиммо ввязался в потасовку с двумя людьми на парковке в городе Эдмонтон, один из которых сел за руль грузовика и намеренно сбил канадского бойца. Его доставили в больницу, но вскоре от полученных травм он скончался. Личности двоих подозреваемых были установлены полицией, ими оказались 23-летний Энтони Гетшел и 21-летний Джордан Вагнер — обоих признали виновными по нескольким статьям уголовного кодекса.

## Статистика в профессиональном ММА
| Боёв 24  | Побед 19 | Поражений 5 |
| -------- | -------- | ----------- |
| Нокаутом | 8        | 2           |
| Сдачей   | 2        | 1           |
| Решением | 9        | 2           |

| Результат | Рекорд | Соперник          | Способ                  | Турнир                                                   | Дата            | Раунд | Время | Место                     | Примечание                                               |
| --------- | ------ | ----------------- | ----------------------- | -------------------------------------------------------- | --------------- | ----- | ----- | ------------------------- | -------------------------------------------------------- |
| Поражение | 19–5   | Франсимар Баррозу | Единогласное решение    | UFC Fight Night: Condit vs. Alves                        | 30 мая 2015     | 3     | 5:00  | Гояния, Бразилия          |                                                          |
| Поражение | 19–4   | Овинс Сен-Прё     | Сдача (травма руки)     | UFC 174                                                  | 14 июня 2014    | 2     | 2:10  | Ванкувер, Канада          |                                                          |
| Победа    | 19–3   | Шон О’Коннелл     | KO (удары руками)       | The Ultimate Fighter Nations Finale: Bisping vs. Kennedy | 16 апреля 2014  | 1     | 4:27  | Квебек, Канада            | Лучшее выступление вечера.                               |
| Поражение | 18–3   | Джими Манува      | TKO (травма ноги)       | UFC Fight Night: Machida vs. Munoz                       | 26 октября 2013 | 2     | 4:41  | Манчестер, Великобритания |                                                          |
| Победа    | 18–2   | Игор Покраяц      | Единогласное решение    | UFC 161                                                  | 15 июня 2013    | 3     | 5:00  | Виннипег, Канада          |                                                          |
| Поражение | 17–2   | Джеймс Те Хуна    | Единогласное решение    | UFC on Fuel TV: Barao vs. McDonald                       | 16 февраля 2013 | 3     | 5:00  | Лондон, Великобритания    |                                                          |
| Победа    | 17–1   | Энтони Перош      | KO (удары руками)       | UFC 149                                                  | 21 июля 2012    | 1     | 0:07  | Калгари, Канада           | Лучший нокаут вечера.                                    |
| Победа    | 16–1   | Сокуджу           | Единогласное решение    | MFC 31: The Rundown                                      | 7 октября 2011  | 5     | 5:00  | Эдмонтон, Канада          | Защитил титул чемпиона MFC в полутяжёлом весе.           |
| Победа    | 15–1   | Зак Каммингс      | Единогласное решение    | MFC 29: Conquer                                          | 8 апреля 2011   | 5     | 5:00  | Уинсор, Канада            | Защитил титул чемпиона MFC в полутяжёлом весе.           |
| Победа    | 14–1   | Дуэйн Льюис       | TKO (остановлен врачом) | MFC 28: Supremacy                                        | 25 февраля 2011 | 3     | 3:13  | Эдмонтон, Канада          | Выиграл вакантный титул чемпиона MFC в полутяжёлом весе. |
| Победа    | 13–1   | Вилсон Говея      | Единогласное решение    | MFC 25                                                   | 7 мая 2010      | 3     | 5:00  | Эдмонтон, Канада          |                                                          |
| Победа    | 12–1   | Эмануэль Ньютон   | Единогласное решение    | MFC 23                                                   | 4 декабря 2009  | 3     | 5:00  | Эдмонтон, Канада          |                                                          |
| Победа    | 11–1   | Марвин Истмен     | Раздельное решение      | MFC 22                                                   | 2 октября 2009  | 3     | 5:00  | Эдмонтон, Канада          |                                                          |
| Победа    | 10–1   | Михал Кларк       | Единогласное решение    | MFC 21                                                   | 15 мая 2009     | 3     | 5:00  | Эноч, Канада              |                                                          |
| Победа    | 9–1    | Рик Руфус         | TKO (удары руками)      | PFP: Wanted                                              | 29 ноября 2008  | 1     | 2:24  | Дартмут, Канада           |                                                          |
| Победа    | 8–1    | Джесси Форбс      | Единогласное решение    | XMMA 6: House of Pain                                    | 6 ноября 2008   | 3     | 5:00  | Монреаль, Канада          |                                                          |
| Победа    | 7–1    | Крис Фонтейн      | TKO (удары руками)      | X: Fight                                                 | 4 октября 2008  | 1     | 4:39  | Монктон, Канада           |                                                          |
| Победа    | 6–1    | Джефф Лундбург    | TKO (удары руками)      | ECC 7: Bad Blood                                         | 15 марта 2008   | 1     | 1:31  | Галифакс, Канада          |                                                          |
| Победа    | 5–1    | Крейг Зеллнер     | Сдача (удушение сзади)  | MFC 15: Rags to Riches                                   | 22 февраля 2008 | 1     | 3:20  | Эдмонтон, Канада          |                                                          |
| Победа    | 4–1    | Самир Сеиф        | TKO (удары руками)      | PFP: New Year's Restitution                              | 13 января 2008  | 1     | 4:33  | Галифакс, Канада          |                                                          |
| Победа    | 3–1    | Ник Гойтц         | Сдача (удушение сзади)  | MFC 14: High Rollers                                     | 23 ноября 2007  | 1     | 0:44  | Эдмонтон, Канада          |                                                          |
| Победа    | 2–1    | Мэтт Экорн        | TKO (удары руками)      | ECC 6: Hometown Heroes                                   | 20 октября 2007 | 1     | 2:30  | Галифакс, Канада          |                                                          |
| Победа    | 1–1    | Дуэйн Льюис       | Единогласное решение    | MFC: Unplugged 3                                         | 20 апреля 2007  | 3     | 5:00  | Эдмонтон, Канада          |                                                          |
| Поражение | 0–1    | Адам Брейдвуд     | TKO (удары руками)      | MFC 11: Gridiron                                         | 3 февраля 2007  | 1     | 1:54  | Эдмонтон, Канада          |                                                          |